# Das größte Rindvieh weit und breit
Das größte Rindvieh weit und breit (Originaltitel: Fantozzi) ist eine Filmkomödie von 1975 unter der Regie von Luciano Salce. Er ist der erste Film der Saga um den Buchhalter Ugo Fantozzi, der von Paolo Villaggio konzipiert und als Hauptrolle gespielt wurde. Der Film adaptiert einige der Geschichten aus zwei Büchern von Villaggio selbst. In Italien war das Werk so erfolgreich, dass zwischen 1976 und 1999 neun Fortsetzungen veröffentlicht wurden: Die ganze Saga ist zum Kult geworden.

## Handlung
Der Film erzählt in episodischer Form die grotesken Missgeschicke von Fantozzi, einem grauen, bescheidenen und unbeholfenen Buchhalter mittleren Alters, der bei einem Großbetrieb beschäftigt ist, wo er von Kollegen und Vorgesetzten manchmal missachtet oder schlecht behandelt wird. Fantozzi lebt in einer bescheidenen Wohnung mit seiner nachlässigen Frau und seiner besonders hässlichen Tochter. Sein Leben ist gespickt mit Misserfolgen und Enttäuschungen, die ihn ständig frustrieren.
Am Anfang des Films wird Fantozzi gerettet, nachdem er mehrere Tage lang lebendig in den alten Toiletten der Firma unaufmerksam eingemauert war. Dann folgen mehrere Missgeschicke in episodischer Form. Alle Ereignisse werden mit Begleitkommentaren von Paolo Villaggio selbst erzählt.

### Stempelkarte
Wie üblich wacht Fantozzi absichtlich sehr spät auf und bereitet sich wahnsinnig eilig vor, um pünktlich zur Arbeit zu kommen. Leider geht etwas schief und Fantozzi ist gezwungen, vom Balkon herunterzuklettern, um den Bus zu erreichen. Er schafft es, seine Stempelkarte in der letzten Sekunde zu stempeln. Dann stürzt er entkräftet zu Boden (die Szene ist eine Anspielung auf die Ankunft von Dorando Pietri beim olympischen Marathon 1908).

### Fräulein Silvani
Fantozzi lädt die Kollegin Fräulein Silvani zu einem Drink ein. Mit kalkulierter Arglist bringt sie Fantozzi in Schwierigkeiten, indem sie die Insassen eines Autos beleidigt. Die drei Handlanger verprügeln den unschuldigen Buchhalter.

### Das Fußballspiel
Fantozzi nimmt mit seinen Kollegen an einem Fußballspiel teil, das der Buchhalter Filini auf einem verwahrlosten Feld organisiert hat. Fantozzi schießt zwei Eigentore, dann wird das Spiel wegen eines Wolkenbruchs unterbrochen.

### Das Camping
Fantozzi und Filini veranstalten einen Campingausflug. Bei dem Versuch, das Zelt aufzubauen, schlägt der kurzsichtige Filini zweimal mit einem Hammer auf einen Finger von Fantozzi und zwingt ihn, sich mehr als einen Kilometer zu entfernen, um zu schreien ohne die anderen Gäste zu stören. Sie versuchen dann erfolglos zu fischen.

### Weihnachten
Zu Weihnachten sagen die Kinder der Angestellten vor Betriebsleitern ein Gedicht auf und erhalten dafür Panettone und Sekt. Die Tochter von Fantozzi wird aber wegen ihrer Hässlichkeit verspottet.

### Silvester
Silvester wird gefeiert, aber Fantozzi hat große Probleme mit einem sehr unordentlichen Kellner. Das Eintreten der Mitternacht wird durch Täuschung von den Musikern vorverlegt, da sie auch auf einer anderen Veranstaltung erwartet sind. Nach Mitternacht wirft jemand eine alte Waschmaschine auf Fantozzis Auto und zerstört es vollständig.

### Billard
Der Graf Direktor Catellani fordert Fantozzi zu einer Partie Billard heraus, da der Buchhalter sich schuldig gemacht hat, die Statue der Catellanis Mutter im Büro beleidigt zu haben. Fantozzi hat vor zu verlieren, da der Direktor auch seine Karriere im Unternehmen verwaltet, aber irgendwann schafft er die ständigen Beleidigungen von Catellani nicht mehr zu ertragen und besiegt ihn knapp. Die Reaktion wird heftig, aber Fantozzi rettet sich, indem er Catellanis Mutter entführt.

### Tennis
Fantozzi und Filini spielen Tennis im Morgengrauen, in der Kälte und in einem so dichten Nebel, dass man nicht mal sehen kann, wohin der Ball fliegt.

### Japanisches Restaurant
Fantozzi lädt Fräulein Silvani in ein japanisches Restaurant ein, um sie zu beeindrucken, scheitert aber kläglich, auch nachdem ihr geliebter Pekinesenhund aufgrund eines Missverständnisses getötet und für den Hauptgang gekocht wird.

### Skifahren
Fantozzi fährt mit Fräulein Silvani und dem Landvermesser Calboni nach Courmayeur in die Ferien. Um mit den Lügen seines Kollegen zu konkurrieren, behauptet Fantozzi, ein Meister der nationalen Skimannschaft gewesen zu sein. Aber beim Skifahren wird deutlich, dass Fantozzi nur ein ungeschickter Anfänger ist. Als Fantozzi später in dem zum Schlafen gemieteten Loch aufwacht, ist er mit Enttäuschung gezwungen, Silvanis Flirt mit Calboni zu belauschen.

### Aquarium
Fantozzi wird in das Büro des Kommunisten Folagra versetzt, der den Buchhalter überredet, gegen die Elite zu rebellieren. Als symbolische Geste wirft Fantozzi einen Stein gegen das Bürofenster, das dadurch zu Bruch geht, und der oberste Chef der Firma, der „galaktische Megadirektor“, bittet um ein Gespräch mit ihm. Es folgt ein politischer Dialog, in dem erstmal überraschend scheint, dass der Chef demütig ist, aber eigentlich am Ende bekräftigt er sehr subtil die Privilegien seiner Elite. Nach dem Gespräch wird Fantozzi wieder so unterwürfig, dass er sich als menschliche Meeräsche im Aquarium seines Vorgesetzten anbietet.